# Conus kiiensis
Conus kiiensis é uma espécie de gastrópode do gênero Conus, pertencente a família Conidae.